# Агелад
Агела́д (Гагелад, др.-греч. Αγελάδας) — древнегреческий скульптор работавший около 520—450 годов до н. э., представитель «строгого стиля».
Агелад возглавлял так называемую аргосскую школу и известен своими статуями победителей Олимпийских игр (520, 516, 508 года до н. э.) и статуей Зевса в Мессене, также изображённую на монетах, имевших хождение в этом городе. 
По свидетельству Плиния Агелад был учителем Мирона, Поликлета, другие авторы также считали его учителем Фидия.
Работы Агелада до наших дней не сохранились, хотя предположительно он был автором статуи Посейдона, обнаруженной в Эгейском море близ мыса Артемисион (бронза, около 460 до н. э.), находящейся в Национальном археологическом музее в Афинах.